# كانتون شفيتس
كانتون شفيتس هو كانتون سويسري، عاصمته مدينة شفيتس.